# Бан, Тэцуро
Тэцуро Бан (яп. 阪 哲朗; род. 1968, Киото) — японский дирижёр.
С четырёхлетнего возраста учился игре на фортепиано, затем изучал композицию в своём родном городе, в 19 лет дебютировал в Осаке как хоровой дирижёр. С 1990 г. жил в Европе, совершенствовался как дирижёр под руководством Карла Эстеррайхера в Вене, учился также у Леопольда Хагера. В 1995 г. выиграл Безансонский международный конкурс молодых дирижёров.
Работал в оперных театрах Биля и Бранденбурга, в берлинской Комише опер. Как приглашённый дирижёр выступал в Штутгартской опере, Базельской опере, Венской народной опере и др. В 2005—2009 гг. генеральмузикдиректор Эйзенаха, в 2009—2017 гг. — Регенсбурга.
В 2017 г. вернулся в Японию.